# Cedelizia Faria dos Santos

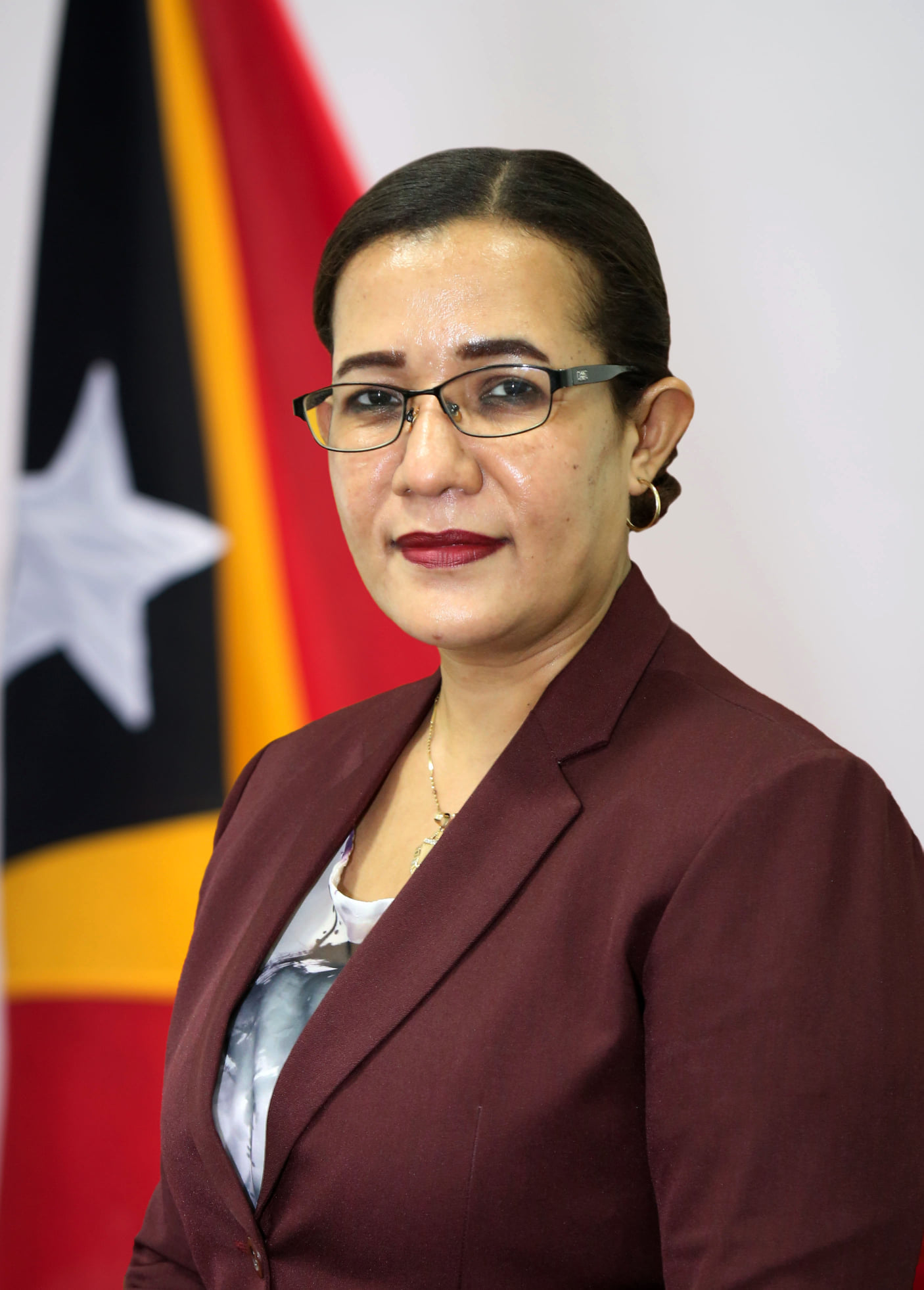
Cedelizia Faria dos Santos

Cedelizia Faria dos Santos (* 10. Juli 1975 in Dili, Portugiesisch-Timor) ist eine osttimoresische Beamtin und Politikerin.
Am 13. September 2019 wurde Santos von Parlamentspräsident Arão Noé da Costa Amaral (CNRT) zur Generalsekretärin des Nationalparlament Osttimors ernannt. Für das Amt gibt es sowohl die Möglichkeit einer direkten Ernennung, wie die durch ein öffentliches Auswahlverfahren. Amaral verteidigte die Ernennung von Santos, man habe den Versuch eines Auswahlverfahrens im April eingestellt.
Nach dem Ausscheiden des CNRT aus der Regierung kam es im Parlament zum Konflikt zwischen dem CNRT und den Parteien der Regierung. Der neue Parlamentspräsident Aniceto Guterres Lopes (FRETILIN) warf Santos vor, sie habe bei den Sitzungen zum Machtwechsel im Präsidium zum Chaos beigetragen, zum Beispiel durch Stromausfälle. Santos wurde deswegen entlassen. Ihr Nachfolger wurde ihr Vorgänger Adelino Afonso de Jesus.
Santos wurde Beraterin der CNRT-Fraktion im Parlament. Zudem war sie Exekutivsekretärin bei der UNESCO und als nationale Angestellte bei den UN-Missionen in Osttimor tätig.
Bei den Parlamentswahlen 2023 trat Santos auf Platz 24 der Wahlliste des CNRT an und gewann einen Sitz im Parlament. Sie wurde Präsidentin in der Kommission für Öffentliche Finanzen (Kommission C).